# Râul Mitaci
Râul Mitaci este un curs de apă, afluent al râului Olt. Se formează la confluența celor două brațe Mitaciul Mare și Mitaciul Mic